# Pombalia bigibbosa
Pombalia bigibbosa (A.St.-Hil.) Paula-Souza – gatunek roślin z rodziny fiołkowatych (Violaceae). Występuje naturalnie w Brazylii (w stanach Mato Grosso do Sul, Minas Gerais, Rio de Janeiro, São Paulo, Paraná, Rio Grande do Sul i Santa Catarina), Paragwaju oraz północnej Argentynie. 

## Morfologia
PokrójZimozielony krzew dorastający do 0,5–2 m wysokości.
LiścieBlaszka liściowa ma kształt od eliptycznego do lancetowatego. Mierzy 2,9–14,1 cm długości oraz 0,6–5,1 cm szerokości, jest piłkowana na brzegu, ma ostrokątną nasadę i spiczasty wierzchołek. Przylistki są od równowąskich do lancetowatych i osiągają 3–4 mm długości. Ogonek liściowy jest nagi i ma 2 mm długości.
KwiatyPojedyncze, wyrastają z kątów pędów. Mają działki kielicha o kształcie od eliptycznych do lancetowatych i dorastające do 1–2 mm długości. Płatki są okrągławe i sierpowate, mają barwę od białej do różowej oraz 2–4 mm długości, przednie są od owalnych do eliptycznych i mierzą 9–12 mm długości.
OwoceTorebki mierzące 4-5 mm długości, o kulistym kształcie.